# Paraphenice hyalina
Paraphenice hyalina är en insektsart som beskrevs av Van Stalle 1984. Paraphenice hyalina ingår i släktet Paraphenice och familjen Derbidae. Inga underarter finns listade i Catalogue of Life.